# Overlook Hotel - Stanza 237
Overlook Hotel - Stanza 237 (Room 237) è un documentario del 2012 diretto da Rodney Ascher, incentrato sui presunti significati nascosti nel celebre film del 1980 Shining di Stanley Kubrick. La pellicola include spezzoni tratti da Shining, e da altri film di Kubrick, insieme a discussioni di vari esperti e fan del regista. Il documentario è suddiviso in nove parti, ogni segmento del quale è incentrato sui diversi elementi che lascerebbero supporre la presenza di "indizi nascosti volutamente o inconsciamente da Kubrick circa tematiche complottiste" presenti nell'opera. Il film è stato prodotto da Tim Kirk. Alcune riprese aeree dell'Overlook Hotel furono effettuate presso il Timberline Lodge, che si trova sul monte Hood in Oregon. Queste inquadrature sono riconoscibili dall'assenza del labirinto di siepi, che è presente invece nella location ricostruita. I proprietari del Timberline Lodge chiesero a Kubrick di cambiare il numero della sinistra camera 217, in cui nel romanzo di King ha luogo l'omicidio delle due sorelline, per paura che il pubblico rimanesse impressionato e non volesse alloggiare nella reale camera 217. Kubrick modificò quindi il numero della stanza in 237, che non corrispondeva ad alcuna camera dell'hotel reale.
Il documentario venne proiettato in prima visione durante il Festival di Cannes e il Sundance Film Festival del 2012. Successivamente è stato distribuito nei cinema. In Italia, è uscito in formato DVD nella collana Real cinema della casa editrice Feltrinelli con allegato il libro Welcome to the Shining Hotel.

## Descrizione
La narrazione avviene totalmente fuori campo con commenti e osservazioni di persone che hanno le proprie teorie sul significato di Shining. Secondo uno di essi, Shining tratta del genocidio dei Nativi Americani messo in atto dal governo statunitense, citando come conferma della sua teoria, i numerosi rimandi agli indiani d'America presenti nel film. Per esempio, viene fatto notare che barattoli di lievito marca Calumet Baking Powder sono visibili sullo sfondo nel corso di due importanti scene. Poiché il calumet è la pipa della pace della tradizione indiana, e i barattoli hanno sull'etichetta l'immagine di un indiano, essi vengono visti come simbolo degli accordi di pace disattesi dalla violenza dell'imperialismo americano ai tempi della conquista del West.
Altra teoria esposta asserisce che Stanley Kubrick abbia diretto vari falsi filmati per conto della NASA per pubblicizzare l'allunaggio del progetto Apollo 11, servendosi degli effetti speciali sviluppati per il suo 2001: Odissea nello spazio (al quale la NASA aveva partecipato come consulente). L'attenzione viene posta sulla maglia indossata dal piccolo Danny, che raffigura proprio il razzo dell'Apollo 11, sul fatto che la stanza 237 sarebbe in realtà la stanza della luna (Moon Room), e che l'elaborato disegno del tappeto dove egli si trova raffiguri lo schema stilizzato della rampa di lancio dello stesso Apollo. La stanza usa il n.237 forse anche come richiamo alle 237.000 miglia che separano la luna dalla terra. Viene quindi lasciato intendere come l'intero film possa essere una pubblica scusa da parte del regista per aver partecipato a questa gigantesca messa in scena per conto del governo. In particolare, l'analista cita la scena dove Jack urla a Wendy rimproverandole di non comprendere le sue responsabilità e di non sapere cosa voglia dire sottoscrivere un contratto, come una metafora di un presunto vero litigio che avrebbe avuto luogo tra Kubrick e la moglie (che era venuta a conoscenza del segreto lavoro "governativo" del marito).
Altro analista mette in relazione il labirinto nel giardino dell'Overlook Hotel con il mito del Minotauro, credendo di scorgere in un poster presente su una parete in una scena del film, la sagoma del mostro mitologico ucciso da Teseo. A conferma della teoria, viene indicato il fatto che uno dei precedenti film di Kubrick, Il bacio dell'assassino, era stato prodotto dalla "Minotaur Productions".

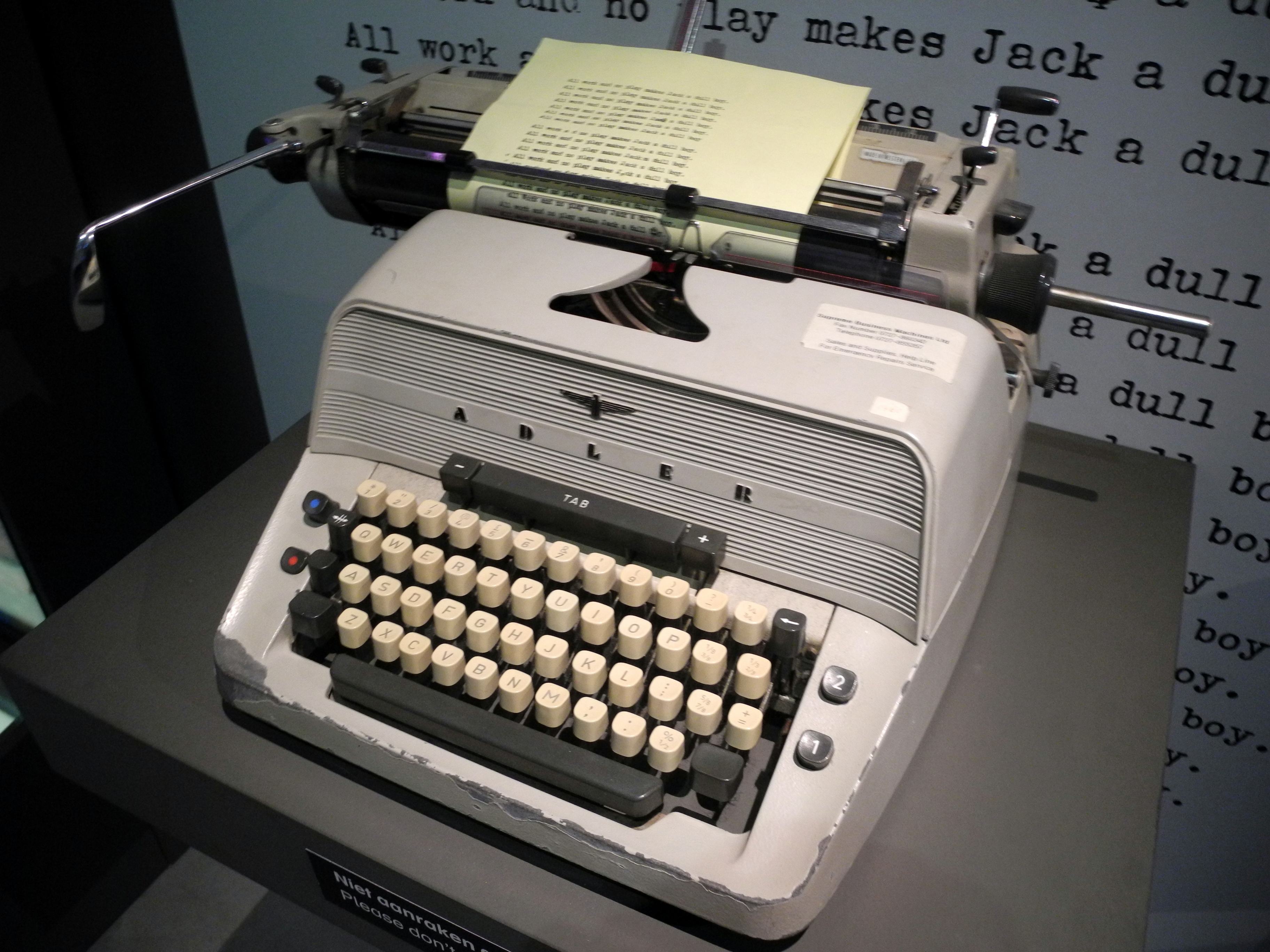
La macchina da scrivere utilizzata nel film dal personaggio di Jack Torrance (Jack Nicholson).

L'irrealizzato progetto di Kubrick sull'Olocausto, Aryan Papers, suggerisce ad un altro analista che Shining parli davvero del genocidio degli ebrei avvenuto durante la seconda guerra mondiale da parte dei nazisti. Egli mette in relazione la marca tedesca della macchina da scrivere usata dal personaggio di Jack, la ricorrenza nel film del numero 42 (il 1942 fu l'anno dell'inizio della soluzione finale) e il fatto che Jack, nella scena dove butta giù la porta del bagno con l'ascia, reciti un brano dei cartone animato I tre porcellini della Disney, dove sarebbero presenti degli stereotipi antisemiti. Seguono altri suggerimenti quali rivedere la pellicola proiettata al contrario sovrapponendola ad una copia proiettata regolarmente per scoprire curiose analogie e sovrapposizioni di scene e situazioni inquietanti.
La produzione del film afferma di non condividere alcuna delle affermazioni e teorie espresse nel documentario dagli intervistati.

## Cast
Il documentario contiene il commento parlato ad opera di Bill Blakemore, Geoffrey Cocks, Juli Kearns, John Fell Ryan e Jay Weidner. Buffy Visick appare come l'entusiasta del VHS. Sono inoltre presenti immagini d'archivio di Stanley Kubrick, Stephen King, Jack Nicholson, Shelley Duvall, Danny Lloyd, Scatman Crothers, Joe Turkel, Barry Nelson, Philip Stone, Keir Dullea, Martin Potter, Tom Cruise, e Nicole Kidman.

## Responso critico
Room 237 ricevette buone recensioni da parte dei critici. Attualmente detiene un indice di gradimento del 94% sul sito Rotten Tomatoes, basato su 131 recensioni critiche. Sul sito Metacritic, Room 237 ha ottenuto un punteggio di 80 su 100 basato su 30 recensioni.
Manohla Dargis del The New York Times lodò il documentario per essere una "dichiarazione d'amore al film di Kubrick portata agli estremi". Owen Gleiberman dell'Entertainment Weekly diede una "A" al film, scrivendo: "Room 237 rende pienamente giustizia a The Shining perché, persino più di Shining stesso, ci mette nella posizione di entrare nella logica malata di una mente folle". Altra recensione positiva giunse da Peter Travers su Rolling Stone, il quale assegnò 3.5 stellette su 4 al film definendolo "opera unica ed indimenticabile" e un "atto d'amore verso il Cinema". Mary Pols di Time commentò la pellicola affermando: "forse le teorie complottiste sono tutte vere. Oppure no. Non si può affermarlo con sicurezza. Ma quello che importa veramente è che le persone sono ancora entusiaste di questo magnifico film che racconta della discesa nella follia di un individuo."
Parere negativo venne invece da Kyle Smith del New York Post, che diede al film 1,5 stellette su 4 screditando le teorie complottiste come "ridicole" aggiungendo come si possa facilmente trovare qualche indizio segreto in qualsiasi film, persino in Ghost Rider - Spirito di vendetta... Ma che per essere plausibili (o interessanti) l'analista deve persuadere l'ascoltatore, o almeno cercare di essere onesto".
In un articolo del 27 marzo 2013 apparso sul New York Times, Leon Vitali, che lavorò come assistente personale di Kubrick durante la lavorazione di Shining, smentì gran parte delle teorie esposte nel documentario: "il poster del presunto "minotauro" è in realtà proprio quello di uno sciatore e l'utilizzo nel film di una macchina da scrivere tedesca, interpretata come un riferimento simbolico all'olocausto, si trattò invece di una pure scelta pratica da parte di Kubrick, che aveva quel modello a portata di mano". Egli concluse affermando che "[Kubrick] non disse mai al pubblico come o cosa dovesse pensare e se ognuno se ne usciva fuori con una propria interpretazione delle sue opere, lui lo vedeva come un arricchimento e la cosa gli stava bene", aggiungendo poi: "però sono certo che se Kubrick fosse vivo e avesse visto anche solo il 70, o forse l'80% di Room 237... l'avrebbe liquidato come pure sciocchezze senza senso".
In un'intervista rilasciata alla rivista Rolling Stone nell'ottobre 2014, Stephen King ha dichiarato di aver visto solo metà Room 237, poi, preso da impazienza ha spento senza aver mai più terminato di vedere il documentario.
(Stephen King)